# Baryon Sigma

Premier octet de baryon

Les baryons Sigma (aussi appelés particules Sigma) sont des baryons composés d'un quark étrange (dit quark s) et d'une combinaison de quarks up et down, le tout possédant un isospin de 1. Les baryons sigma sont des hypérons. Ils sont notés avec la lettre grecque majuscule Sigma (Σ), avec en exposant leur charge électrique, déterminée par la combinaison de quarks u et d qu'ils possèdent :
- Σ+ = uus (différent de l'ununseptium Uus)
- Σ0 = uds
- Σ− = dds

Il existe deux autres types de baryons Sigma, appelés baryon sigma charmés et baryon Sigma b, possédant respectivement un quark c et un b en lieu et place du quark s. Ils sont notés de même que les baryon Sigma, à ceci près qu'on met un c ou un b en indice pour les distinguer :
- Σ++c = uuc
- Σ+c = udc
- Σ0c = ddc

et
- Σ+b = uub
- Σ0b = udb
- Σ−b = ddb

Il existe d'autres particule ayant les mêmes combinaisons de quarks que certains baryons Sigma. Ce sont les baryons Lambda, correspondant aux combinaisons uds, udc, udb, mais d'isospin nul.